# ستلایت تاون، چنیوت
ستلایت تاون (به انگلیسی: Satellite Town) یک منطقهٔ مسکونی در پاکستان است که در پنجاب واقع شده‌است.